# Dolycoris baccarum
Dolycoris baccarum je vrsta ščitastih stenic, razširjena po večjem delu Evrope in Srednje Azije ter znana predvsem kot škodljivec v pridelavi žita.

## Telesne značilnosti
Odrasli dosežejo 10 do 12 mm v dolžino. Osnovna obarvanost je sivo-rjava, otrdeli deli zadnjega para kril pa so rdečkasto-vijolične barve. Vijolična obarvanost se lahko pojavlja tudi po drugih hrbtnih delih telesa, a je obseg variabilen. Zadek od strani ima vzorec šahovnice, z izmenjujočimi se svetlimi in temnimi členki. Po glavi, sprednjem delu oprsja in spodnjem delu telesa so poraščeni z močnimi, ostrimi dlačicami. Podobni so pripadnikom rodu Carpocoris, od katerih jih ločimo po občutno ožji obliki telesa.

## Ekologija
Pojavljajo se na travnikih, ob gozdnih robovih in v vrtovih, kjer sesajo rastlinske sokove, najraje iz plodov. Prehranjujejo se z različnimi vrstami rastlin, s preferenco za rožnice (družina Rosaceae), najbolj znani pa so kot škodljivci v pridelavi žita, čeprav se pojavljajo tudi na drugih poljščinah, kot so sončnice, tobak, češnje, fižol, krompir in artičoke. Zatirajo jih v glavnem z insekticidi.
Vrsta izvira iz zahodnega Sredozemlja, zdaj je najpogostejša v Palearktični biogeografski regiji, kar vključuje večino Evrope in Srednje Azije, v manjši meri pa se pojavlja tudi v sosednjih regijah. V severnejših delih območja razširjenosti se letno razvije en sam rod (pravimo, da je vrsta tam univoltina), v južnejših pa dva. V Sloveniji je podnebje že toliko hladno, da se razvije samo en rod.